# Стрельба из лука на летних Паралимпийских играх 2012
Соревнования по стрельба из лука на летних Паралимпийских играх 2012 прошли с 30 августа по 5 сентября 2012 года в Лондоне в Royal Artillery Barracks.

## Классификация спортсменов
Спортсмены были классифицированы на различные группы в зависимости от степени инвалидности. Система классификации позволяет спортсменам с одинаковыми нарушениями конкурировать на равных.
Атлеты классифицируются на следующие группы:
- ST: спортсмены соревнуются из положения стоя.
- W1: спортсмены соревнуются из положения сидя и имеют нарушение работы рук, ног и туловища.
- W2: спортсмены соревнуется с положения сидя и имеют нарушения работы ног и туловища.

## Медали

### Медальный зачёт
| Место | Страна           | Золото | Серебро | Бронза | Всего |
| ----- | ---------------- | ------ | ------- | ------ | ----- |
| 1     | Россия           | 2      | 1       | 2      | 5     |
| 2     | Республика Корея | 1      | 2       | 0      | 3     |
| 3     | Китай            | 1      | 1       | 2      | 4     |
| 4     | Великобритания   | 1      | 1       | 0      | 2     |
| 4     | Италия           | 1      | 1       | 0      | 2     |
| 4     | США              | 1      | 1       | 0      | 2     |
| 7     | Иран             | 1      | 0       | 1      | 2     |
| 8     | Финляндия        | 1      | 0       | 0      | 1     |
| 9     | Малайзия         | 0      | 1       | 0      | 1     |
| 9     | Чехия            | 0      | 1       | 0      | 1     |